# Премия Чарлза Шухерта
Премия Чарлза Шухерта (англ. Charles Schuchert Award) — награда, присуждаемая Палеонтологическим обществом учёным моложе 40 лет за блестящие и многообещающие работы в области палеонтологии. Названа в честь Чарлза Шухерта (1858−1942), палеонтолога беспозвоночных из Йельского университета, пионера исследований в области палеогеографии.

## Лауреаты
- 1973: Дэвид Рауп[англ.]
- 1974: Джеймс Шопф[англ.]
- 1975: Стивен Гулд
- 1976: Томас Шопф[нем.]
- 1977: Стивен Стэнли
- 1978: Роберт Кэрролл
- 1979: Нильс Элдридж
- 1980: Джеймс Дойл
- 1981: Филип Джинджерич
- 1982: Джеймс Спринкл
- 1983: Джон Сепкоски
- 1984: Дэниэл Фишер
- 1985: Дженнифер Китчелл
- 1986: Джон Бэррон
- 1987: Эндрю Нолл
- 1988: Дэвид Яблонски
- 1989: Симон Конвэй Моррис
- 1990: Уильям Осич и Карлтон Бретт
- 1991: Дональд Протеро[англ.]
- 1992: Стивен Калвер
- 1993: Питер Крейн[англ.]
- 1994: Кристофер Мэйплз
- 1995: Сьюзен Кидвел
- 1996: Дуглас Эрвин[англ.]
- 1997: Мэри Дрозер
- 1998: Пол Кох
- 1999: Чарлз Маршалл[англ.]
- 2000: Майкл Фут[англ.]
- 2001: Лорен Бэбкок[англ.]
- 2002: Брюс Либерман[нем.]
- 2003: Стивен Холланд
- 2004: Питер Вагнер[англ.]
- 2005: Михал Ковалевский
- 2006: Шухай Сяо
- 2007: Джон Элрой[англ.]
- 2008: Майкл Энгель
- 2009: Том Ольшевски
- 2010: Филип Донохью[англ.]
- 2011: C. Kevin Boyce[англ.]
- 2012: Gene Hunt
- 2013: Bridget Wade
- 2014: Shanan Peters
- 2015: Jonathan Payne
- 2016: Alycia Stigall
- 2017: Caroline Strömberg
- 2018: Seth Finnegan